# Shabankara
Shabankara (in curdo:Şivankaran o Şiwankaran, indicato anche come Shabankara, Shwankara, da Marco Polo come Soncara, da Ibn Athir come Shwankara) era il nome di un'antica federazione tribale di curdi in una imprecisata regione dei monti Zagros. Oggi alcuni clan risiedono nel nord-ovest del Kermanshah.
Nei primi anni del XII secolo erano suddivisi in cinque gruppi: Ramani, Shakani, Karzuwi, Masudi e Ismaili.

## Storia
Nell'XI secolo un capo degli Shabankara regnò su parte della regione di Fars, nel sud dei monti Zagros.
I ramanidi salirono al potere con il loro capo Fadluya, figlio del capo Shabankara, Ali bin al-Hassan, entrato nei ranghi dell'esercito Buyid, al servizio di Sahib-i Adil, il visir del re Buyid di Fars.
Sahib-i Adil venne messo a morte dall'ultimo Buyid di Fars, Abu Mansur Fulad Sutun, e Fadluya, approfittando della situazione, organizzò una rivolta. Abu Mansur venne sconfitto e ucciso, con la madre, nel 1056. Il capo Shabankara, ora principe di Fars, venne presto in collisione con i turchi selgiuchidi. Fadluya si sottomise a  Qawurd, fratello del sultano Alp Arslan, ma in seguito si ribellò e venne catturato e giustiziato nel 1071 dal visir selgiuchide Nizam al-Mulk.
Gli Shabankara rappresentavano un problema nelle province di Kerman e Fars. Nel 1099, con l'aiuto del figlio di Qawurd, Iran Shah, sconfissero il wali di Fars, Amir Unar.
Nel 1116, il capo Shabankara, Abu-al Hasan Khuzraw, rifiutò di pagare il tributo al nuovo governatore del Fars, Cawuli Fakhr al-Din. Cawuli assediò Khuzraw nella sua fortezza, ma venne poi a patti con lui. Khuzraw accompasgnò il governatore nelle sue campagne in Kerman.
A tempo del sultano selgiuchide,  Mahmud II (1117-1131), il Shabankara si ribellò di nuovo, creando gravi danni nella zona.
Il fondatore della dinastia degli Hazaraspidi, Abu Tahir ibn Muhammad, sconfise i Shabankara ottenendo grande prestigio.
Dopo il collasso dei selgiuchidi, i Shabankara si ristabilirono nell'area con  Shahre-Idaj come loro capitale. Nell'epoca dell'Ilkhanato governarono la provincia degli Shabankara centrata a Darabgird.
Il capo Shabankara, Kutb-al din Mubariz e suo fratello Nizam al din Mahmud, conquistarono Kerman nel 1201 sottraendola ai turchi Oghuz, ma la persero a seguito di una ribellione locale e di una controffensiva degli Oghuz. Alla fine, l'atabeg di Fars, Sad ibn Zengi, sconfisse gli Shabankara.
Nel 1260, l'invasore mongolo, Hulegu, distrusse Ig e uccise il capo Shabankara, Muzaffar al-Din Muhammad ibn al-Mubariz.
Nel 1312, gli Shabankara si ribellarono contro l'Ilkhanato ma vennero sconfitti.
Nel 1355, il Muzzafaride, Mubariz al din, inviò suo figlio Mahmud contro il capo Ardashir, che rifiutò di eseguire i suoi ordini. Il capo venne sconfitto e il paese conquistato dai Muzzafaridi.
È probabile che gli Shabankara abbiano detenuto potere locale fino al 1424.

## Elenco dei regnanti
- Abu 'l-Abbas ibn Fadluya Hasanuya 1062-1069
- Nizam al-Din Mahmud 1068-1080
- Mubaraz ad-Din Hazapasp ca 1080-ca. 1110
- Hasanuya I. about 1110-c. 1160
- Mubaraz I. 1160-c. 1190

- Muhammed Muzzafar c.1190-1260
- Kutb al-Din Mubariz II 1260-1261
- Nizam al-Din Hasanwayh II 1261-1264
- Nusrat al-Din Ibrahim 1264-1266
- Tayyibshah 1264-1282
- Baha al-Din Ismail 1282-1290
- Nizam al-Din 1290-c.1310
- Ardashir c.1310 (?)-1355